# Personnages de Cowboy Bebop
Cette page liste les personnages principaux et secondaires de l'animé et du manga Cowboy Bebop. Les quatre personnages principaux sont Spike Spiegel, Jet Black, Faye Valentine et Edward Wong Hau Pepelu Tivrusky.
- Haut – A
- B
- C
- D
- E
- F
- G
- H
- I
- J
- K
- L
- M
- N
- O
- P
- Q
- R
- S
- T
- U
- V
- W
- X
- Y
- Z

## A

### Anastasia
Anastasia (Annie) est la propriétaire d'une épicerie sur Mars, c'est une vieille amie de Spike, Julia et Mao Yenrai. Elle meurt à la fin de la série, tuée par les hommes de Vicious.

### Appledelhi Siniz Hesap Lutfen
Appledelhi Siniz Hesap Lutfen est le père de Ed. Il est cartographe sur la Terre.
Son nom est d'ailleurs un jeu de mots en turc, " Affeder siniz hesap lütfen" veut littéralement dire " L'addition s'il vous plait".

## B

### Big Shot
- Seiyū : Tsutomu Taruki et Miki Nagasawa

Punch et Judy sont les présentateurs de l'émission télévisée Big Shot. Cette émission fournit des informations sur les diverses primes, mais souvent incertaines. L'équipage du Bebop met souvent l'émission en fond mais fait rarement attention aux informations qu'elle fournit, préférant se renseigner grâce à leurs contacts. Punch et Judy sont habillés en cowboy mais de manière exagérée. Punch est un afro-américain se prenant beaucoup au « jeu » et Judy joue le rôle de la blonde stéréotypée portant une veste boléro ouverte sans rien dessous et secoue souvent ses hanches par excitation. Big Shot fut annulé vers la fin de la série et Punch (dont le vrai nom est Alfredo) fit un bref caméo sans costume, révélant son destin et celui de Judy : il a déménagé sur Mars pour vivre avec sa mère et Judy s'est fiancée avec son agent. Dans le dernier épisode de Big Shot, il s'avère que Judy n'était pas au courant de la déprogrammation de l'émission et dit à la caméra que « [la chaîne] entendra parler de [son] agent à propos de ça ! ».
Les personnages et le concept de Big Shot est une référence/parodie de l'émission de marionnette britannique Punch and Judy.

### Jet Black
Pour les articles homonymes, voir Black.
- Seiyū : Unshō Ishizuka
- Doublage français : Philippe Roullier

Jet Black (Voir sur Wikidata), connu sur son satellite natal sous le nom de Black Dog pour sa ténacité, est un ancien agent de police de 36 ans originaire de Ganymède (un satellite de Jupiter). Physiquement, Jet est très grand et très musclé. Il porte une barbe sans moustache et il est complètement chauve sauf l'arrière de son crâne. Spike est paresseux et désintéressé alors que Jet est un homme courageux et s'intéressant à de nombreux sujets. Jet fut autrefois inspecteur à l'Inter Solar System Police (ISSP) pendant de nombreuses années jusqu'à ce qu'il perde son bras gauche lors d'une enquête qui s'est mal déroulée quand son partenaire corrompu (et ami à l'époque) l'a trahi. Son bras fut remplacé par un membre cybernétique, malgré les prothèses biologiques possibles, qu'il garda afin de ne pas oublier ce qui s'est passé. Cette blessure et la corruption qui pourrissait l'ISSP ont fini par dégoûter Jet qui devint chasseur de primes en indépendant. Jet se considère comme un « homme de la renaissance » : il cultive des bonzaï, cuisine, adore la musique jazz/blues, en particulier Charlie Parker et il est même intéressé par Goethe. Le personnage de Jet est l'exemple même de l'oyaji ou de la figure paternelle de l'équipe, même s'il voudrait que les gens le voient plus comme un frère (donc pas aussi vieux).
Jet est doué avec les armes à feu, portant toujours sur lui un Walther P99, ainsi que dans l'utilisation du netgun et dans les combats au corps à corps. À la différence de Spike, Jet a une musculature plutôt brute que technique. C'est aussi un grand mécanicien et pilote. En plus de posséder un navire de pêche reconverti, le Bebop, Jet vole dans un vaisseau plus petit appelé Hammerhead. Le Hammerhead est une sorte de vaisseau de sauvetage possédant un bras mécanique équipé d'un harpon que Jet utilise comme arme principale, qui est un peu analogue à son propre bras mécanique. Le Hammerhead ainsi que le Bebop sont tous les deux capables de se poser sur l'eau.
Alisa, l'ancienne compagne de Jet, l'a quitté du fait de son désir de tout contrôler. Plus tard, ils se rencontrent une nouvelle fois lorsque Rhint, le nouveau petit-ami de Alisa, est recherché pour meurtre. Jet se trouve alors dans une situation quelque peu semblable à celle de Vicious, où il doit chasser la femme qui lui avait brisé le cœur et son amant.
Plus tard, un deuxième parallèle Vicious/Jet est établi lorsque Jet découvre que c'est Fad, son ancien partenaire, qui l'a trahi (bien que dans le cas de Jet, il n'y avait pas d'histoire d'amour). Fad prépara le meurtre de Jet, mais celui-ci survécut, perdant son bras et récoltant une cicatrice sur le visage. Jet est arrivé à faire face aux démons de son passé et à les laisser passer, alors que Spike a été (apparemment) tué lorsqu'il les a affrontés. Ainsi la série nous montre deux approches différentes du passé : Spike s'est caché et a fui son passé alors que Jet l'a traqué et l'a affronté.
À noter : Jet Black est aussi le nom du batteur du groupe anglais The Stranglers et son surnom est une référence à la chanson de Led Zeppelin Black Dog. De plus Jet ressemble fortement à Daisuke Jigen de Lupin III.

### Bob
Bob est un policier de Ganymede qui sert d'informateur à Jet Black.

### Rocco Bonnaro
Seiyū : Ryūsei Nakao
Roco Bonnaro était un membre du gang de Piccaro Calvino. Il s'était engagé dans cette organisation criminelle afin de soutenir sa sœur aveugle, Stella, et fit tout ce qu'il pouvait pour qu'elle puisse retrouver la vue. Un jour, Rocco vit Spike se débarrasser sans effort de plusieurs pirates de l'air qui voulaient détourner un spaceliner et le supplia de lui apprendre comment se battre. Il se lia d'amitié avec lui bien qu'il ne lui dit rien à propos de la prime qu'on lui avait mis sur la tête. Mais tout changea lorsque Roco confia un paquet à Spike, contenant une plante appelée « Grey Ash » qu'il avait volée à Calvino. Cette plante, qui vaut plusieurs millions de woolongs, permet de guérir le « mal de Vénus », la maladie qui a aveuglé Stella. Roco donna rendez-vous à Spike et ils se battirent contre le gang de Calvino. Roco réussit à se débarrasser de plusieurs gangsters grâce à l'enseignement de Spike et à sa technique de combat, le Jeet Kune Do, mais, dans le chaos, il fut abattu. Il dit à Spike qu'ils auraient pu être amis s'ils s'étaient rencontrés plus tôt, puis mourut.

### Laughing Bull
Laughing Bull est en quelque sorte un vieux shaman, vraisemblablement un descendant des indiens d'Amérique. Il apparaît dans un certain nombre d'épisodes.

## E

### Edward Wong Hau Pepelu TivruskyIV
- Seiyū : Aoi Tada
- Doublage français : Patricia Legrand

Originaire de la Terre, Edward Wong Hau Pepelu Tivrusky IV (Voir sur Wikidata), appelée la plupart du temps « Ed » ou  « la Mouflette », est une jeune hackeuse quelque peu androgyne qui dit avoir 13 ans. Ed peut être considérée comme étant un « esprit libre » ; elle aime s'exclamer sans raison et les rimes enfantines. Elle est souvent distraite et elle est la première source d'humour physique de la série. Elle ne marche que très rarement mais préfère courir, ramper, sauter, rouler, marcher sur les mains et ne supporte pas d'avoir quelque chose aux pieds, ils sont toujours nus. Elle parle souvent d'elle-même à la troisième personne. On ne sait pas grand chose de ses origines excepté le fait qu'elle a grandi dans un orphelinat après y avoir été abandonnée par son père, un homme nommé Appledelhi Siniz Hesap Lütfen (il appelle Ed « Françoise » et il semblerait que les deux soient d'origine turque, le nom du père signifiant « excusez-moi, la note s'il vous plaît » en Turc). Dans le manga, on apprend qu'elle était amie avec un jeune garçon assez timide connu sous le nom de « Tomato » (ce qui s'avère être le nom gribouillé en katakana sur le devant de son ordinateur) qui, comme Ed, s'y connaissait grandement en ordinateur et c'est sans doute lui qui a permis à Ed de devenir la hacker de génie qu'elle est. Ed a des liens assez forts avec Jet, qui agit comme un père de substitution, et avec Faye, que Ed considère comme une sorte de grande sœur. Ed semble aussi la seule à être capable de comprendre Ein.
Dans l'un des derniers épisodes de la série, Hard Luck Woman, Ed et Ein décident de quitter le Bebop et de rester sur Terre, probablement parce que Ed a finalement rencontré son père. En effet, Ed avait mis sur son père une prime de 50,0000000 Woolongs, que Jet a lu 50 000 000, ratant la virgule, afin que tout l'équipage se mette à sa recherche.
À l'origine, le personnage de Ed fut basé sur une description de la compositrice de la série, Yoko Kanno, (« une petite bizarre, ressemblant à un chat, mais un génie en musique ») et devait être un garçon noir, mais il semblerait qu'il fut changé pour équilibrer les genres sur le Bebop. Ce personnage apparaît tout de même dans la session 5, volant un magazine pour adulte dans la librairie d'Annie en le cachant sous son pull.

### Ein

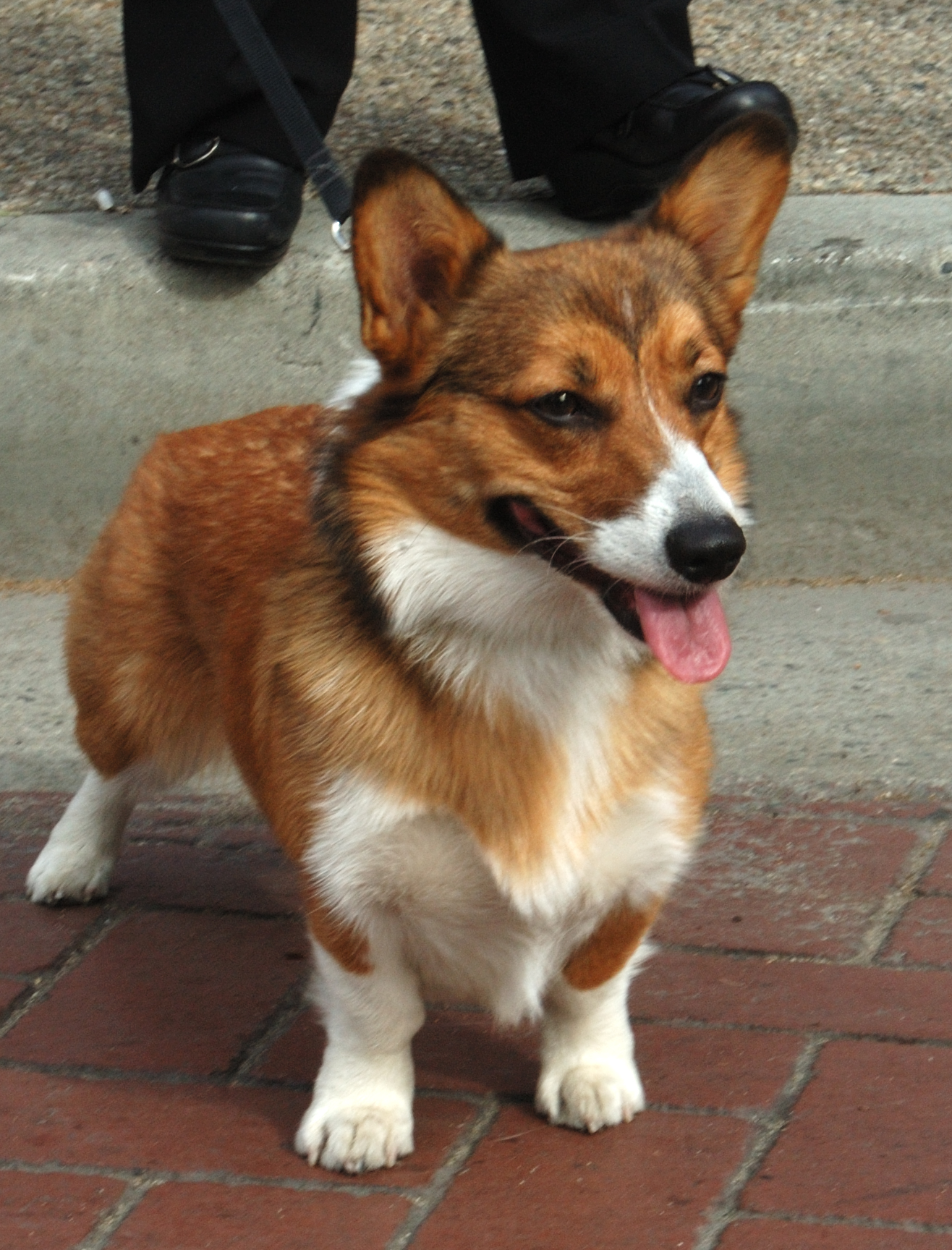
Un Welsh Corgi.

Ein (Voir sur Wikidata) est un Welsh Corgi apporté sur le Bebop par Spike après ne pas avoir réussi à capturer une prime en l'utilisant. Ein est un « chien data » : alors que dans la série télévisée il est brièvement insinué qu'il possède une intelligence plus développée, le manga montre Ed ayant accès aux données stockées dans le cerveau de Ein via une interface type réalité virtuelle où elle a une conversation avec un propriétaire humain. Il est évident que Ein est anormalement intelligent : il est capable de répondre au téléphone, de conduire une voiture (seulement la diriger), utiliser le Solar System Web, jouer au Shōgi et d'autres choses que les chiens ne devraient pas être capables de faire. Il est capable de comprendre et de se faire comprendre d'autres espèces, comme dans la session 17 Mushroom Samba, mais il n'a jamais parlé dans un langage humain durant la série. Ein est aussi un brillant hacker capable de détourner des sécurités via une interface à ondes cérébrales (session 23 Brain Scratch). De toute évidence, Ed est la seule de l'équipe à avoir une idée des capacités de Ein puisque les autres personnages ne semblent pas le considérer autrement qu'un simple animal de compagnie. Au début, Ein était proche de Jet mais il s'est rapproché de Ed depuis qu'elle a joint l'équipage. Ils forment la plupart du temps une équipe, Ein exprimant des sentiments très humains à travers ses expressions faciales et Ed régressant à l'état sauvage. Il suivit Ed lorsqu'elle quitta le Bebop, probablement à cause de son attachement pour elle. 
Son nom est un jeu de mots sur le mot japonais « chien » (犬 inu) mais aussi le mot allemand pour « un ». Ein peut aussi être un diminutif pour Einstein, à cause de son extraordinaire intelligence.

## G

### Grencia Mars Elijah Guo Eckener
- Seiyū : Kenyū Horiuchi

Gren était un ancien soldat durant la Guerre de Titan, apparu dans l'épisode en deux parties Jupiter Jazz. Sur Titan, Gren s'est battu aux côtés de Vicious et a trouvé la force de continuer grâce à lui. Après la guerre, Gren commença une nouvelle vie en tant que musicien de jazz mais ce projet échoua lorsqu'il fut arrêté pour espionnage. En prison, Gren apprit que c'était Vicious qui avait témoigné contre lui. Cette découverte, l'isolement et les insomnies le rendirent fou. De plus, la prison utilisait les prisonniers pour expérimenter de nouvelles drogues et Gren fut forcé d'endurer ces tests, ce qui entraîna une forte dépendance. Parallèlement, les drogues ont profondément modifié ses hormones et lui donnèrent une apparence plus féminine, poitrine incluse.
Finalement, après que son corps eut été transformé et sa santé mentale brisée, il réussit à s'évader et à se cacher au Blue Crow, une ville sur Callisto. Il travailla alors dans un bar comme saxophoniste. Il y rencontra Julia et comprit pourquoi Vicious l'avait trahi. Deux ans plus tard, Gren « sauva » Faye d'un combat qu'elle avait provoqué et l'emmena à son appartement. Alors que Faye y attendait Gren, Vicious appela ce qui alarma Faye. Elle voulut l'arrêter pendant qu'il était sous la douche et découvrit son secret. Gren lui expliqua alors comment il était devenu ce qu'il était et lui dit qu'il allait voir Vicious pour connaître la vérité. Quand Faye lui dit qu'il sera tué lors de la rencontre, Gren déclara qu'il n'avait pas peur de la mort et qu'il ne lui restait pas longtemps à vivre de toute façon. Il se déguisa en femme pour que Vicious ne puisse pas le reconnaître et alla au point de rendez-vous où le membre des Dragons Rouges et son garde du corps, Lin, l'y attendaient. Lors de l'échange du Red Eye de Gren contre l'Opale de Titan, Gren suspecta que Vicious lui avait tendu un piège. En effet, la mallette que Vicious lui donna était remplie d'explosifs. Gren tira dessus pour l'ouvrir et le piège n'eut pas l'effet escompté. Gren révéla alors qui il était et demanda à Vicious ce qui s'était passé quand il était revenu de Titan. S'ensuivit une fusillade, Lin se jeta devant Vicious afin de le protéger et mourut. À ce moment-là, Spike arriva et Vicious tenta de s'enfuir. Cependant, Gren avait mis la boîte à musique piégée dans le sac de Red Eye et l'explosion endommagea considérablement le vaisseau de Vicious (le propre vaisseau de Gren étant lui-même touché). Vicious s'échappa et Spike, qui voulait en savoir plus sur Julia et sur l'endroit où elle s'était cachée, fit atterrir son Swordfish près du vaisseau écrasé de Gren et le trouva allongé dans la neige. Spike se précipita à ses côtés et Gren lui dit ce que Julia lui avait confié à son propos. Spike se douta bien qu'il ne restait plus longtemps à vivre à Gren et, répondant à sa dernière requête, il l'envoya sur Titan à bord de son vaisseau et, même s'il n'arrivait pas à y être pour mourir, il s'en serait au moins rapproché.

## J

### Julia
- Seiyū : Gara Takashima
- Doublage français : Susan Sindberg

Julia (Voir sur Wikidata) est une très belle et mystérieuse femme commune au passé de Spike et de Vicious. Le triangle amoureux entre eux entraîna le départ de Spike des Dragons Rouges au lieu de se battre contre Vicious. Spike voulait l'emmener avec lui lorsqu'il quitta l'organisation mais Vicious lui fit du chantage et la poussa à tuer Spike. En effet, Vicious comprit qu'ils avaient l'intention de s'enfuir ensemble et dit à Julia de tuer Spike ou ils seraient tués tous les deux. Pour se protéger mais surtout pour protéger l'homme qu'elle aimait, elle s'enfuit et ne rejoignit pas Spike au cimetière, point de rendez-vous qu'ils s'étaient fixé (Spike lui-même n'était pas au courant de ces raisons jusqu'à la fin de la série). Julia n'apparaît qu'en flashback jusqu'aux deux épisodes finaux. 
Le nom de Julia vient de la chanson Julia dans le White Album des Beatles.

## S

### Spike Spiegel
- Seiyū : Kōichi Yamadera
- Doublage français : Yann Pichon

Spike Spiegel est un chasseur de primes de 27 ans, né le 26 juin 2044 sur Mars. C'est un jeune homme grand et mince. Les inspirations majeures pour son personnage sont l'acteur Yūsaku Matsuda pour son physique charismatique et sa personnalité taciturne, et Bruce Lee pour sa technique de combat, utilisant le même art martial, le Jeet Kune Do. Il a les yeux marron/rouges, dont un est artificiel et plus clair que l'autre. Il porte habituellement un smoking bleu, avec une chemise jaune et des bottes inspirées de Lupin III. C'est un ancien membre de l'organisation criminelle Red Dragons. Il se fit passer pour mort pour être avec Julia, mais son plan tourna mal et Spike se retrouvera finalement chasseur de primes avec l'ancien policier Jet Black. Il partira à la recherche de sa bien-aimée, mais pour la retrouver il devra faire face à Vicious, ancien ami devenu son principal ennemi.
Durant ses aventures, il devra cohabiter malgré lui avec la vénale Faye Valentine, la jeune hacker surexcitée Ed, et le chien savant Ein en plus de son vieux camarade Jet.

## V

### Faye Valentine
- Seiyū : Megumi Hayashibara
- Doublage français : Bérangère Jean

#### Jeunesse, accident et congélation

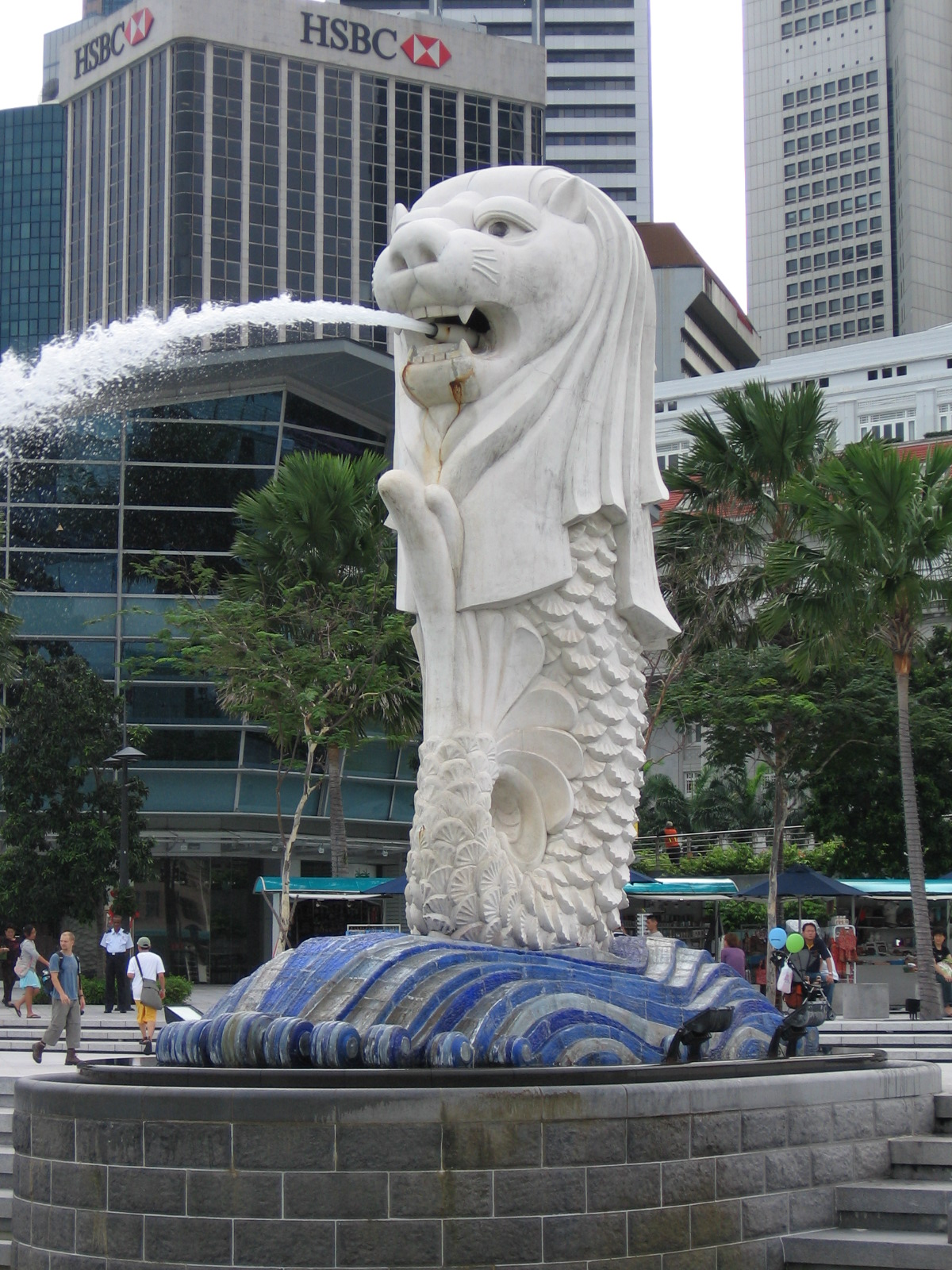
Le Merlion est le symbole de la ville natale de Faye, Singapour.

Née le 14 août 1994 dans une famille aisée, Faye (Voir sur Wikidata) a vécu son enfance à Singapour. C'est la statue Merlion qui apparait plusieurs fois, notamment dans sa vidéo d'enfance, qui le laisse penser. Au cours du début des années 2000, elle avait enregistré une vidéo sur cassette Betamax d'elle avec ses amies d'enfance. Cette vidéo lui sera envoyée par colis après son réveil.
Alors qu'elle a vingt ans, Faye est à bord d'un avion spatial lorsque celui-ci subit une décompression explosive. Gravement blessée, elle est cryogénisée immédiatement après l'accident, en 2014. 
Au début de l'épisode no 15, l'on voit des hommes en combinaison manipuler un bloc dans lequel Faye est cryogénisée. Cette scène se situe après sa congélation, on peut lire sur le bloc « Ouverture récente : 23 novembre 2019 », alors que le bloc est remis en place.

#### Réveil
Elle est réveillée en 2068, en parfait état de santé, mais totalement amnésique, et surtout lourdement endettée du fait des soins. Ses 54 années de cryogénisation lui valent une dette de 3 milliards de woolongs (urons dans la version française). 
Son accident ayant eu lieu avant l'accident de la gate lunaire en 2022, ses données ont été perdues. Ainsi le médecin l'ayant réveillé ne peut lui donner que quelques informations, comme son âge et la durée de cryogénisation. Personne ne sera capable de lui donner son ancienne identité, ni de lui expliquer quel fut l'accident qui lui est arrivé. Son nom de Valentine lui a été donnée par le médecin qui l'a sortie de son sommeil, mais le prénom de Faye semble être celui qu'elle portait étant petite.
Faye est victime d'une escroquerie peu après son réveil. Son avocat maquille sa mort et laisse en héritage l'ensemble de ses dettes à Faye. Le médecin ayant réveillé Faye, complice de l'escroquerie et oncle de l'avocat, pousse Faye à signer. Faye comprend ensuite la supercherie. Cependant, les dettes de l'avocat ne représentent qu'une faible part de celles de Faye. Elle se rendra réellement compte de l'étendue de l'escroquerie quand elle découvrira en 2071 que l'avocat était encore vivant.

#### Intégration au Bebop
Elle a 23 ans quand la série se déroule en 2071. Elle a les cheveux mi-longs violets, un maquillage de séductrice et un gilet rouge par-dessus un ensemble très court jaune. Elle porte également un body-string noir.
Après avoir pris la fuite, elle parcourt l'espace à bord de son Redtail, escroquant ceux qu'elle croise pour éponger ses dettes et perdant presque immédiatement son argent aux courses.
Sa rencontre avec Spike est fortuite, puisqu'elle le confond avec un contact dans un casino. Elle rejoint ensuite le Bebop et son équipage, malgré cette première rencontre tumultueuse.
Sa mémoire lui revient à l'issue d'une suite d'évènements, déclenchés par la réception d'une cassette vidéo Betamax enregistrée par elle-même pendant son enfance et à sa propre intention. Cherchant à renouer avec son passé, elle ne trouve sur les lieux de son enfance que des ruines et aboutit à la conclusion que sa seule vraie place est à bord du Bebop. Elle qui, habituellement, fait preuve d'indifférence face aux évènements qu'elle traverse, c'est l'un des rares moments où elle apparaît fragile.

### Vicious
- Seiyū : Norio Wakamoto
- Doublage français : Jacques Albaret

Vicious (Voir sur Wikidata), comme son nom l'indique, est impitoyable, sanguinaire, adroit et ambitieux, capable de faire n'importe quoi pour le pouvoir. Il est membre de l'organisation criminelle les Dragons Rouges à Tharsis et il est souvent comparé à un serpent venimeux. Selon la série et différents guides, il n'a pas toujours été le monstre qu'il est mais c'est la trahison de Spike, son ami, et de Julia, sa bien-aimée, qui l'a changé. Son arme préférée n'est pas une arme à feu mais un katana qu'il utilise habilement, même contre des armes à feu. Il était fusilier durant la Guerre de Titan et portait à l'époque un pistolet automatique (session 5) ainsi que lorsqu'il faisait équipe avec Spike. Vicious est parfois vu en compagnie d'un oiseau sur l'épaule, utilisé comme distraction et comme arme, étant en réalité une sorte de robot remplit d'explosifs.
Vicious était le partenaire de Spike chez les Dragons Rouges jusqu'à ce qu'ils se battent pour Julia. Après la mort supposée de Spike, Vicious quitta les Dragons Rouges afin de participer à la Guerre de Titan en 2068 ; les motivations qui l'y ont conduit sont sujettes à discussions. Le conflit entre Spike et Vicous est une histoire qui dure toute la série. Vicious pense être le seul à pouvoir tuer Spike, ou le « réveiller », et Spike pense être le seul capable d'en faire de même avec Vicious. D'après le guide officiel, The After, Vicious a 27 ans, comme Spike, bien qu'il semble plus vieux - à cause de ses importantes cernes notamment. L'âge du personnage est important car il fait référence au Club 27, un groupe de nombreuses légendes de la musique mortes à 27 ans. Il semblerait que Vicious prenne du Red Eye et vende lui-même cette drogue. Trois indices corroborent cette supposition : ses cernes, son don pour le combat (le Red Eye est une drogue permettant de voir le monde qui nous entoure avec un effet de ralenti) et, surement le plus convaincant, la présence d'une capsule de la drogue sur la fenêtre dans l'appartement de Julia (flashback durant la session 13 Jupiter Jazz, Part 2).
L'apparence de Vicious, sa coiffure, les rides qui ressemblent à des cicatrices et l'oiseau qui l'accompagne semblent inspirés du personnage d'Albator (Captain Harlock).

### Les trois vieux
- Seiyū : Hitoshi Hirao (Antonio), Toshihiko Nakajima (Carlos) et Hiroshi Naka (Jobim)

Tout au long de la série et le film, trois vieux hommes grossiers et capricieux font fréquemment des apparitions, en tant que personnages parlant ou en tant que figurants. Ils ne cessent de se vanter de ce qu'ils ont fait avant d'être vieux, comme chasseurs de primes, constructeurs des Gate, fermiers, pilotes d'avion pendant une guerre ou encore mineurs. Ils doublent aussi la prévisualisation de l'épisode Mushroom Samba. Selon le générique du film, ils se nomment Antonio, Carlos et Jobim (en référence au musicien brésilien Antônio Carlos Jobim). C'est un concept que l'on retrouve dans de nombreux animés, tel que Love Hina. Leur âge laisse à penser qu'ils font partie de la génération des années 1980 ou 1990.
Selon une rumeur, au moins un des hommes, Jobim, est mort. Il semblerait que son corps fasse partie de la pile de cadavres dans Brain Scratch.